# 분데스리가 2007-08
푸스발-분데스리가 2007-08은 독일의 축구 1부리그인 푸스발-분데스리가의 45번째 시즌이다. 이 시즌은 2007년 8월 10일에 시작되어 2008년 5월 17일에 종료되었다. 슈투트가르트는 전 시즌 챔피언이었다.

## 대회 형식
리그의 각 팀들은 다른 팀들을 상대로 각 두 번씩, 즉 홈 경기 한 번, 원정 경기 한 번씩을 치르게 된다. 경기에서 승리 시 승점 3점을 받으며, 무승부를 거둘 경우 승점 1점을 챙길 수 있다. 두 팀 이상이 승점에서 동률을 이룰 경우, 이들 간의 순위는 골득실로 결정되며, 그래도 동률이면 다득점으로 결정된다. 시즌이 끝나고, 가장 많은 승점을 획득한 팀이 우승을 거두게 되며, 반대로 승점이 가장 적은 세 팀은 2. 푸스발-분데스리가로 강등된다.

## 2006-07 시즌으로부터의 팀 변경
마인츠 05, 아헨, 묀헨글라트바흐는 최하위 세 자리를 가져감에 따라 2. 푸스발-분데스리가로 강등되었다. 그들의 자리는 카를스루에, 한자 로스토크, 뒤스부르크가 가져갔다.

## 시즌 요약
2008년 5월 4일, 바이에른 뮌헨은 볼프스부르크 원정에서 0-0 무승부를 거두며 21번째 우승을 확정지었다. 바이에른 뮌헨은 시즌 내내 2패만을 기록, 실점이 21점에 그치며 우승을 할 자격이 있음을 증명하였다. 바이에른 뮌헨은 압도적인 스쿼드는 이탈리아의 스트라이커인 루카 토니가 24득점을 올리고, 프랑스의 윙어 프랑크 리베리가 2008년 독일 올해의 축구 선수로 선정되며 성공적으로 시즌을 마무리하였다. 베르더 브레멘은 주포 미로슬라프 클로제의 부재에도 불구하고 바이에른 뮌헨에 승점 10점이 적은 66점으로 준우승을 거두었다. 샬케 04는 브레멘보다 승점 2점을 덜 얻어, UEFA 챔피언스리그 2008-09의 3차 예선 진출권이 주어지는 3위로 마무리하였다. 그 뒤로 UEFA컵 2008-09 진출권을 획득한 팀으로는 함부르크와 돌풍을 일으켜 5위로 마감한 볼프스부르크가 있었다. 도르트문트는 리그를 13위로 마감하며 끔찍한 한해를 마감하였으나 DFB-포칼 2007-08의 결승에 진출하였다. 비록 바이에른 뮌헨에 결승전에서 패하였으나, 이미 바이에른 뮌헨은 리그 우승도 거미쥐었으므로, UEFA컵 2008-09 진출권을 획득할 수 있었다. 뉘른베르크, 뒤스부르크, 한자 로스토크는 모두 시즌이 끝나기 전에 강등을 확정지었으며, 세 팀은 이 시즌에만 도합 58패를 기록하였다.

## 참가 팀

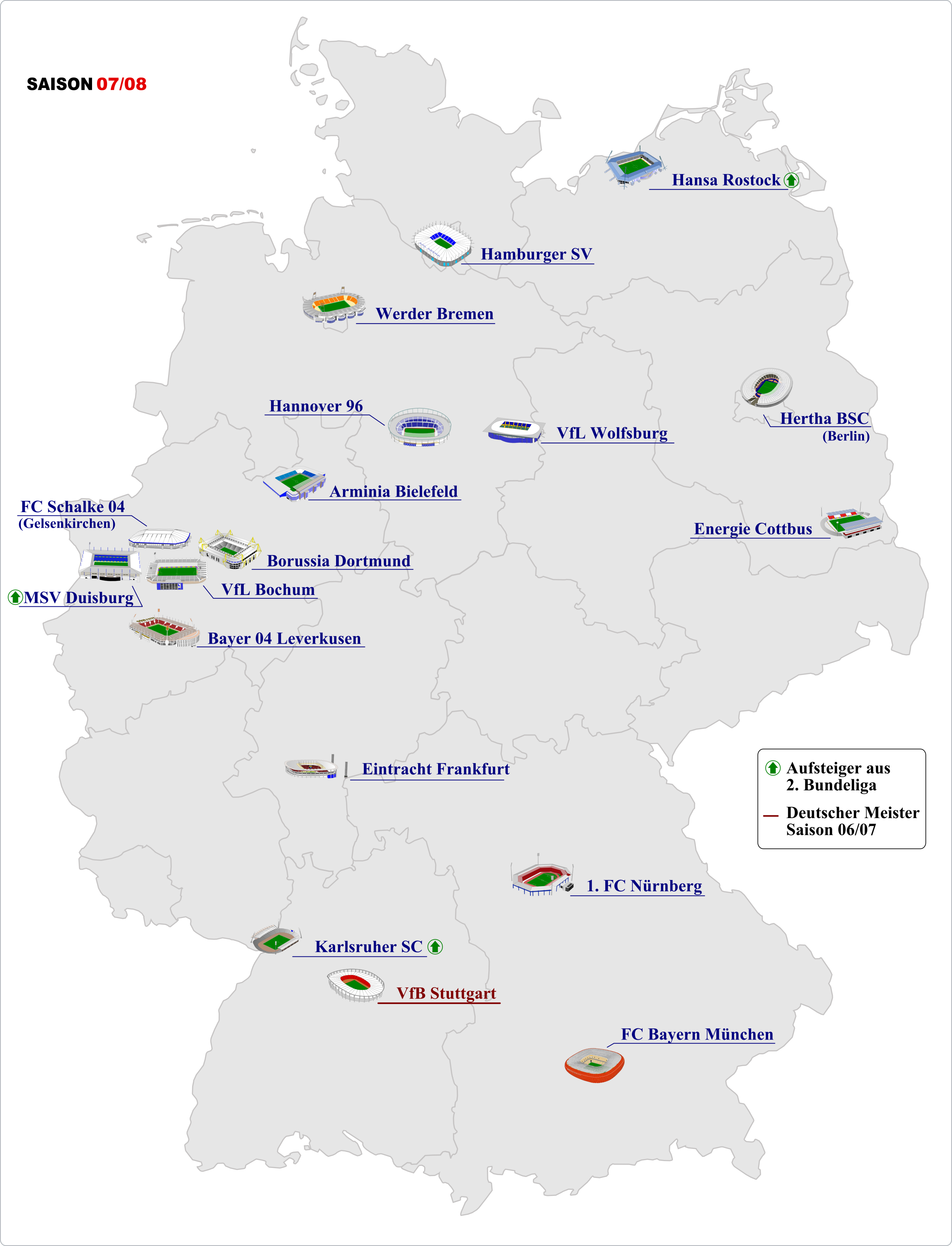
2007-08 시즌 홈구장 위치

| 구단             | 위치                 | 홈구장                       | 수용 인원 |
| ---------------- | -------------------- | ---------------------------- | --------- |
| 뉘른베르크       | 뉘른베르크           | 이지크레딧 슈타디온          | 47,559    |
| 도르트문트       | 도르트문트           | 지그날 이두나 파크           | 80,708    |
| 뒤스부르크       | 뒤스부르크           | MSV-아레나                   | 31,500    |
| 레버쿠젠         | 레버쿠젠             | 바이아레나                   | 22,500    |
| 바이에른 뮌헨    | 뮌헨                 | 알리안츠 아레나              | 69,901    |
| 보훔             | 보훔                 | 루르슈타디온                 | 31,328    |
| 볼프스부르크     | 볼프스부르크         | 폴크스바겐 아레나            | 30,122    |
| 베르더 브레멘    | 브레멘               | 베저슈타디온                 | 42,358    |
| 빌레펠트         | 빌레펠트             | 쉬코 아레나                  | 28,008    |
| 샬케 04          | 겔젠키르헨           | 벨틴스 아레나                | 61,673    |
| 슈투트가르트     | 슈투트가르트         | 고틀립-다임러-슈타디온       | 58,000    |
| 에네르기 콧부스  | 콧부스               | 슈타디온 데어 프로인트샤프트 | 22,450    |
| 카를스루에       | 카를스루에           | 빌트파르크슈타디온           | 32,306    |
| SGE 프랑크푸르트 | 프랑크푸르트 암 마인 | 코메르츠방크 아레나          | 52,300    |
| 하노버 96        | 하노버               | AWD 아레나                   | 49,000    |
| 한자 로스토크    | 로스토크             | DKB-아레나                   | 29,000    |
| 함부르크         | 함부르크             | HSH 노르트방크 아레나        | 57,274    |
| 헤르타 BSC       | 베를린               | 베를린 올림픽 스타디움       | 74,228    |

## 감독 교체
| 클럽            | 해임된 감독         | 해임일           | 후임 감독                 | 부임일          |
| --------------- | ------------------- | ---------------- | ------------------------- | --------------- |
| 헤르타 BSC      | 카르스텐 하이네     | 2007년 5월 19일  | 뤼시앵 파브르             | 2007년 7월 1일  |
| 볼프스부르크    | 클라우스 아우겐탈러 | 2007년 5월 19일  | 펠릭스 마가트             | 2007년 7월 1일  |
| 에네르기 콧부스 | 페트릭 잔더         | 2007년 9월 23일  | 보얀 프라슈니카르         | 2007년 9월 28일 |
| 빌레펠트        | 에언슈트 미덴도어프 | 2007년 12월 10일 | 미하엘 프론트첵           | 2008년 1월 1일  |
| 샬케 04         | 미르코 슬롬카       | 2008년 4월 13일  | 미케 뷔스켄스 유리 뮐더르 | 2008년 4월 14일 |

## 리그 순위
| 순위 | 팀                | 경기 | 승 | 무 | 패 | 득 | 실 | 차  | 승점 | 참가 및 강등                        |
| ---- | ----------------- | ---- | -- | -- | -- | -- | -- | --- | ---- | ----------------------------------- |
| 1    | 바이에른 뮌헨 (C) | 34   | 22 | 10 | 2  | 68 | 21 | +47 | 76   | UEFA 챔피언스리그 2008-09 조별 리그 |
| 2    | 베르더 브레멘     | 34   | 20 | 6  | 8  | 75 | 45 | +30 | 66   | UEFA 챔피언스리그 2008-09 조별 리그 |
| 3    | 샬케 04           | 34   | 18 | 10 | 6  | 55 | 32 | +23 | 64   | UEFA 챔피언스리그 2008-09 3차 예선  |
| 4    | 함부르크          | 34   | 14 | 12 | 8  | 47 | 26 | +21 | 54   | UEFA컵 2008-09 1라운드              |
| 5    | 볼프스부르크      | 34   | 15 | 9  | 10 | 58 | 46 | +12 | 54   | UEFA컵 2008-09 1라운드              |
| 6    | 슈투트가르트      | 34   | 16 | 4  | 14 | 57 | 57 | 0   | 52   | UEFA 인터토토컵 2008 3라운드        |
| 7    | 레버쿠젠          | 34   | 15 | 6  | 13 | 57 | 40 | +17 | 51   |                                     |
| 8    | 하노버 96         | 34   | 13 | 10 | 11 | 54 | 56 | -2  | 49   |                                     |
| 9    | SGE 프랑크푸르트  | 34   | 12 | 10 | 12 | 43 | 50 | -7  | 46   |                                     |
| 10   | 헤르타 BSC        | 34   | 12 | 8  | 14 | 39 | 44 | -5  | 44   | UEFA컵 2008-09 1차 예선1            |
| 11   | 카를스루에        | 34   | 11 | 10 | 13 | 38 | 53 | -15 | 43   |                                     |
| 12   | 보훔              | 34   | 10 | 11 | 13 | 48 | 54 | -6  | 41   |                                     |
| 13   | 도르트문트        | 34   | 10 | 10 | 14 | 50 | 62 | -12 | 40   | UEFA컵 2008-09 1라운드2             |
| 14   | 에네르기 콧부스   | 34   | 9  | 9  | 16 | 35 | 56 | -21 | 36   |                                     |
| 15   | 빌레펠트          | 34   | 8  | 10 | 16 | 35 | 60 | -25 | 34   |                                     |
| 16   | 뉘른베르크 (R)    | 34   | 7  | 10 | 17 | 35 | 51 | -16 | 31   | 2. 푸스발-분데스리가 2008-09로 강등 |
| 17   | 한자 로스토크 (R) | 34   | 8  | 6  | 20 | 30 | 52 | -22 | 30   | 2. 푸스발-분데스리가 2008-09로 강등 |
| 18   | 뒤스부르크 (R)    | 34   | 8  | 5  | 21 | 36 | 55 | -19 | 29   | 2. 푸스발-분데스리가 2008-09로 강등 |

출처: (독일어) www.dfb.de 

순위 결정 우선순위는 다음에 의해 결정된다: 1) 승점; 2) 골득실; 3) 다득점 

1 헤르타 BSC는 UEFA 페어플레이에 선정됨에 따라 UEFA컵 2008-09 진출권을 획득하였다. 

2 바이에른 뮌헨이 DFB-포칼 2007-08 우승도 거둠에 따라, 컵대회 우승팀에게 주어지는 UEFA컵 2008-09 진출권은 DFB-포칼 준우승팀인 도르트문트의 몫이 되었다. 

(C) = 우승; (R) = 강등; (P) = 승격; (O) = 플레이오프 승자; (A) = 다음 라운드 진출 

시즌이 종료되지 않았을때에만 다음을 사용: 

(Q) = 해당 라운드 진출; (TQ) = 토너먼트 진출, 그러나 진출 라운드 미정; (DQ) = 진출 무효

## 결과
| 홈\원정1         | BSC | BIE | BOC | BRE | COT | DOR | DUI | FRA | HAM | H96 | KAR | LEV | FCB | NUR | ROS | S04 | STU | WOB |
| ---------------- | --- | --- | --- | --- | --- | --- | --- | --- | --- | --- | --- | --- | --- | --- | --- | --- | --- | --- |
| 헤르타 BSC       | -   | 1–0 | 2–0 | 1–2 | 0–0 | 3–2 | 2–0 | 0–3 | 0–0 | 1–0 | 3–1 | 0–3 | 0–0 | 1–0 | 1–3 | 1–2 | 3–1 | 2–1 |
| 빌레펠트         | 2–0 | -   | 2–0 | 1–1 | 1–1 | 2–2 | 0–2 | 2–2 | 0–1 | 0–2 | 1–0 | 1–0 | 0–1 | 3–1 | 4–2 | 0–2 | 2–0 | 0–1 |
| 보훔             | 1–1 | 3–0 | -   | 2–2 | 3–3 | 3–3 | 1–1 | 0–0 | 2–1 | 2–1 | 2–2 | 2–0 | 1–2 | 3–3 | 1–2 | 0–3 | 1–1 | 5–3 |
| 베르더 브레멘    | 3–2 | 8–1 | 1–2 | -   | 2–0 | 2–0 | 1–2 | 2–1 | 2–1 | 6–1 | 4–0 | 5–2 | 0–4 | 2–0 | 1–0 | 5–1 | 4–1 | 0–1 |
| 에네르기 콧부스  | 2–1 | 1–0 | 1–2 | 0–2 | -   | 0–2 | 1–2 | 2–2 | 2–0 | 5–1 | 2–0 | 2–3 | 2–0 | 1–1 | 2–1 | 1–0 | 0–1 | 1–2 |
| 도르트문트       | 1–1 | 6–1 | 2–1 | 3–0 | 3–0 | -   | 1–3 | 1–1 | 0–3 | 1–3 | 1–1 | 2–1 | 0–0 | 0–0 | 1–0 | 2–3 | 3–2 | 2–4 |
| 뒤스부르크       | 1–2 | 3–0 | 0–2 | 1–3 | 0–1 | 3–3 | -   | 0–1 | 0–1 | 1–1 | 0–1 | 3–2 | 2–3 | 1–0 | 1–1 | 0–2 | 2–3 | 1–3 |
| SGE 프랑크푸르트 | 1–0 | 2–1 | 1–1 | 1–0 | 2–1 | 1–1 | 4–2 | -   | 2–1 | 0–0 | 0–1 | 2–1 | 1–3 | 1–3 | 1–0 | 2–2 | 1–4 | 2–3 |
| 함부르크         | 2–1 | 1–1 | 3–0 | 0–1 | 0–0 | 1–0 | 0–1 | 4–1 | -   | 1–1 | 7–0 | 1–0 | 1–1 | 1–0 | 2–0 | 0–1 | 4–1 | 2–2 |
| 하노버 96        | 2–2 | 2–2 | 3–2 | 4–3 | 4–0 | 2–1 | 2–1 | 2–1 | 0–1 | -   | 2–2 | 0–3 | 0–3 | 2–1 | 3–0 | 2–3 | 0–0 | 2–2 |
| 카를스루에       | 2–1 | 0–0 | 1–3 | 3–3 | 1–1 | 3–1 | 1–0 | 0–1 | 1–1 | 1–2 | -   | 2–2 | 1–4 | 2–0 | 1–2 | 0–0 | 1–0 | 3–1 |
| 레버쿠젠         | 1–2 | 4–0 | 2–0 | 0–1 | 0–0 | 2–2 | 4–1 | 0–2 | 1–1 | 1–1 | 3–0 | -   | 0–1 | 4–1 | 3–0 | 1–0 | 3–0 | 2–2 |
| 바이에른 뮌헨    | 4–1 | 2–0 | 3–1 | 1–1 | 5–0 | 5–0 | 0–0 | 0–0 | 1–1 | 3–0 | 2–0 | 2–1 | -   | 3–0 | 3–0 | 1–1 | 4–1 | 2–1 |
| 뉘른베르크       | 2–1 | 2–2 | 1–1 | 0–1 | 1–1 | 2–0 | 2–0 | 5–1 | 0–0 | 2–2 | 0–2 | 1–2 | 1–1 | -   | 1–1 | 0–2 | 0–1 | 1–0 |
| 한자 로스토크    | 0–0 | 1–1 | 2–0 | 1–2 | 3–2 | 0–1 | 2–0 | 1–0 | 1–3 | 0–3 | 0–0 | 1–2 | 1–2 | 1–2 | -   | 1–1 | 2–1 | 0–1 |
| 샬케 04          | 1–0 | 3–0 | 1–0 | 1–0 | 5–0 | 4–1 | 2–1 | 1–0 | 1–1 | 1–1 | 0–2 | 1–1 | 0–1 | 2–1 | 1–0 | -   | 4–1 | 1–2 |
| 슈투트가르트     | 1–3 | 2–2 | 1–0 | 6–3 | 3–0 | 1–2 | 1–0 | 4–1 | 1–0 | 0–2 | 3–1 | 1–0 | 3–1 | 3–0 | 4–1 | 2–2 | -   | 3–1 |
| 볼프스부르크     | 0–0 | 1–3 | 0–1 | 1–1 | 3–0 | 4–0 | 2–1 | 2–2 | 1–1 | 3–2 | 1–2 | 1–2 | 0–0 | 3–1 | 1–0 | 1–1 | 4–0 | -   |

출처: (독일어) www.dfb.de 

1 홈팀은 왼쪽 열의 팀이다. 

청색은 홈팀 승리를, 홍색은 원정팀 승리를, 황색은 무승부를 의미

## 득점 집계
출처: (독일어) www.kicker.de
24골
- 루카 토니 (바이에른 뮌헨)

19골
- 마리오 고메스 (슈투트가르트)

15골
- 케빈 쿠라니 (샬케 04)

14골
- 이비차 올리치 (함부르크)
- 마르쿠스 로센베리 (베르더 브레멘)

13골
- 지에구 (베르더 브레멘)
- 마르코 판텔리치 (헤르타 BSC)
- 믈라덴 페트리치 (도르트문트)
- 스타니슬라우 셰스타크 (보훔)

12골
- 라파얼 판 데르 파르트 (함부르크)

## 수상

### 연간 수상
독일 올해의 축구 선수:  프랑크 리베리 (바이에른 뮌헨)
독일 올해의 축구 감독:  오트마어 히츠펠트 (바이에른 뮌헨)

### 월간 수상
이달의 선수
| 월   | 선수                | 클럽          |
| ---- | ------------------- | ------------- |
| 8월  | 프랑크 리베리       | 바이에른 뮌헨 |
| 9월  | 지에구              | 베르더 브레멘 |
| 10월 | 이비차 올리치       | 함부르크      |
| 11월 | 토마스 히츨슈페르거 | 슈투트가르트  |
| 12월 | 지에구              | 베르더 브레멘 |
| 2월  | 조슈아 케네디       | 카를스루에    |
| 3월  | 마리오 고메스       | 슈투트가르트  |
| 4월  | 케빈 쿠라니         | 샬케 04       |
| 5월  | 토르스텐 프링스     | 베르더 브레멘 |

## 챔피언 스쿼드
| FC 바이에른 뮌헨 |
| 골키퍼: 올리버 칸 (26); 미하엘 렌징 (10). 수비수: 크리스티안 렐 (29 / 1); 마르틴 데미첼리스 (28 / 1); 루시우 (24 / 1); 필리프 람 (22); 다니엘 판 바위턴 (19 / 1); 마르첼 얀젠 (17); 윌리 사뇰 (9); 브레누 (1). 미드필더: 제 호베르투 (30 / 5); 바스티안 슈바인슈타이거 (30 / 1); 프랑크 리베리 (28 / 11); 마르크 판 보멀 (27 / 2); 하미트 알튼토프 (23 / 3); 안드레아스 오틀 (19 / 3); 호세 에르네스토 소사 (15); 토니 크로스 (12). 공격수: 루카 토니 (31 / 24); 미로슬라프 클로제 (27 / 10); 루카스 포돌스키 (25 / 5); 얀 슐라우드라프 (8); 잔드로 바그너 (4). (괄호 안은 경기 출장 횟수 / 득점 횟수를 나타낸 것임) 감독: 오트마어 히츠펠트. 명단에 있지만 출장 기록이 없는 선수: 베른트 드레헤어; 마츠 후멜스; 발레리앙 이스마옐; 훌리오 도스 산토스; 슈테판 퓌어슈트너. 시즌도중 이적: 마츠 후멜스 (도르트문트행); 발레리앙 이스마옐 (하노버 96행); 훌리오 도스 산토스 (알메리아임대, 그레미우행). |

## 같이 보기
- DFB-포칼 2007-08
- 2. 푸스발-분데스리가 2007-08